# Tomàs II de Savoia
Tomàs II de Savoia (1199 - 1259) fou comte regent de Savoia entre 1253 i 1259, en nom del seu nebot Bonifaci I de Savoia, i comte de Flandes entre 1237 i 1244.

## Antecendents familiars
Va néixer el 1199 sent el quart fill del comte Tomàs I de Savoia i la seva esposa Margarida de Ginebra. Era net per línia paterna d'Humbert III de Savoia i Beatriu de Mâcon, i per línia materna de Guillem I de Savoia.
Mitjançant el casament de la seva germana Beatriu s'emparentà amb el comte Ramon Berenguer V de Provença, i fou així mateix el germà dels també comtes Amadeu IV, Pere II i Felip I.
Va morir el 7 de febrer de 1259.

## Títols

### Senyor del Piemont
L'any 1233, a la mort del seu pare Tomàs I de Savoia, fou nomenat Senyor del Piemont, un territori que posteriorment transformà en Comtat del Piemont.

### Comte de Flandes
Amb el seu casament amb Joana de Flandes el 1237 es convertí en comte titular del Comtat de Flandes. A la mort, però, de la seva esposa el 1244 cedí els drets sobre Flandes a la germana d'aquesta, Margarida II de Flandes i al seu marit Guillem III Dampierre.

### Regència del comtat
A la mort d'Amadeu IV de Savoia es convertí en regent del comtat en nom del fill d'aquest, Bonifaci I de Savoia. A la mort de Tomàs, ocorreguda el 1259, els seus hereus intentaren aconseguí el poder però el títol comtal recaigué en Pere II de Savoia, oncle del difunt comte. A la mort d'aquest i del subsegüent comte, Felip I de Savoia, tots dos sense fills, els descedents de Tomàs II intentaren prendre el poder, recaient finalment en Amadeu V de Savoia.

## Núpcies i descendents
Es va casar el 2 d'abril de 1237 a la ciutat de Gant amb la comtessa Joana de Flandes, filla de Balduí IX de Flandes i Maria de Xampanya. D'aquesta unió no tingueren fills.
Amb la prematura mort de Joana es casà, en segones núpcies, vers el 1245 amb Beatriu Fieschi, amb la qual tingué:
- Tomàs III del Piemont (1248-1282), senyor del Piemont
- Amadeu V de Savoia (1249-1323), comte de Savoia
- Elionor del Piemont (1250-1296), casada el 1270 amb Lluís I de Beaujeu
- Àlix de Piemont (1252-1277)
- Lluís del Piemont (1254-1302), baró de Vaud

## Tomàs II de Savoia i la literatura
El trobador Lanfranc Cigala escrigué, possiblement vers 1230, en occità, una cançó en lloança de Tomàs (Seigne 'n Thomas, tan mi plai, 282,22). Com que en la quarta estrofa diu E pos sui asseguratz / a demandar zo que·m platz, / prec que cobleian respondatz / ad aquestas coblas qu’eu fatz / per fermar nostras amistatz ("i, ja que m'he decidit a demanar el que em plau, us demano que "coblejant" [és a dir, fent cobles] respongueu a aquestes cobles que faig per refermar la nostra amistat"), s'ha suposat que Tomàs era també ell mateix trobador, ja que sabia "coblejar". De fet, és molt freqüent que els trobadors s'adrecin a altres trobadors per demanar-los opinió o resposta sobre temes diversos. Si Tomàs es dedicava realment a compondre poesia trobadoresca, no ens ha pervingut res de la seva obra. Només una tençó (51,1 = 441,1) entre un tal Tomas i un Bernadó, possiblement un joglar, podria ser obra de Tomàs de Savoia. Però no és en absolut segur.